# Bengt Hall
Bengt Anders Göran Hall, född 16 juni 1950 i Osby, är en svensk musiker, kördirigent samt kultur- och operachef.

## Biografi
Hall är utbildad musiklärare och kyrkomusiker vid Musikhögskolan i Malmö och var även lärare där från 1975 och dess rektor 1979–85. Han har varit chef för en rad svenska kulturinstitutioner, såsom Malmö Symfoniorkester, Rikskonserter, Kungliga Operan och Malmö Opera.
Hall var 2009–2018 ledamot av prisjuryn för Birgit Nilsson-priset (Birgit Nilsson Prize). Han är vice ordförande i Birgit Nilsson Stiftelsen och ordförande i styrelsen för Birgit Nilsson-stipendiet.
Hall utnämndes 1997 till ledamot nr 903 av Kungliga Musikaliska Akademien. År 2003 fick han H.M. Konungens medalj i 12:e storleken i serafimerordens band. Han blev hedersmedlem 2004 i Föreningen svenska tonsättare och valdes 2015 till hedersledamot av Birgit Nilsson Sällskapet, som han även var initiativtagare till att grunda.

## Dirigent
- 1975–1987 Kammarkören 75 i Malmö
- 1986–1987 Lunds Studentsångförening

## Kulturchefskap
- 1979–1985 Rektor vid Musikhögskolan i Malmö
- 1985–1987 Chef för Malmö symfoniorkester
- 1988–1992 Chef för Svenska Rikskonserter
- 1993–1995 Chef för Malmö Musik och teater
- 1996–2004 VD och teaterchef vid Kungliga Operan
- 2004–2009 Kulturdirektör i Malmö stad
- 2009–2017 Teaterchef/VD Malmö Opera
- 2020–2022 Scenkonstansvarig Kulturhuset Ravinen i Båstad[3]
- 2023 mars-okt Tf Teaterchef/VD Malmö Opera[4]

## Uppdrag i urval
- 1994–1997 Ordförande i Svenska Sångarförbundet
- 1996–1999 Ordförande i Teatrarnas Riksförbund
- 2005–2014 Ordförande i Sveriges Körförbund
- 2008–2011 Ordförande i MAIS – Musikarrangörer i samverkan
- 2008 - Ordförande i styrelsen för Birgit Nilsson-stipendiet
- 2018 - 2021 Ordförande i styrelsen för stiftelsen Castrénianum/Magle konserthus
- 2019 - Ledamot i styrelsen för Otto Lindblads Vänner
- 2019 - Ledamot i styrelsen för Birgit Nilsson Stiftelsen
- 2019 - 2024 Ordförande i styrelsen för Birgit Nilsson Museum
- 2020 - Vice ordförande i Birgit Nilsson Stiftelsen
- 2024 - Ledamot i Konstnärliga Fakultetsstyrelsen vid Lunds universitet